# Silbermann-Sorge-Temperatur
Der Begriff Silbermann-Sorge-Temperatur basiert auf einer Schrift des Organisten, Komponisten und Musiktheoretikers Georg Andreas Sorge (1703–1778): Gespräch zwischen einem Musico theoretico und einem Studioso musices von der Prätorianschen, Printzischen, Werckmeisterischen, Neidhardtischen und Silbermannischen Temperatur … Lobenstein 1748. Sorge beschrieb darin die vermeintliche Orgeltemperatur Gottfried Silbermanns (1683–1753), gegen die er in scharfer Polemik Stellung nimmt. Sorge stützte sich auf sein Hörergebnis bei Feststellung der Stimmungsart der Silbermann-Orgeln in der Stadtkirche Greiz und der Kapelle von Schloss Burgk, die er zwischen 1743 und 1748 untersuchte.

## Sorges Temperatur

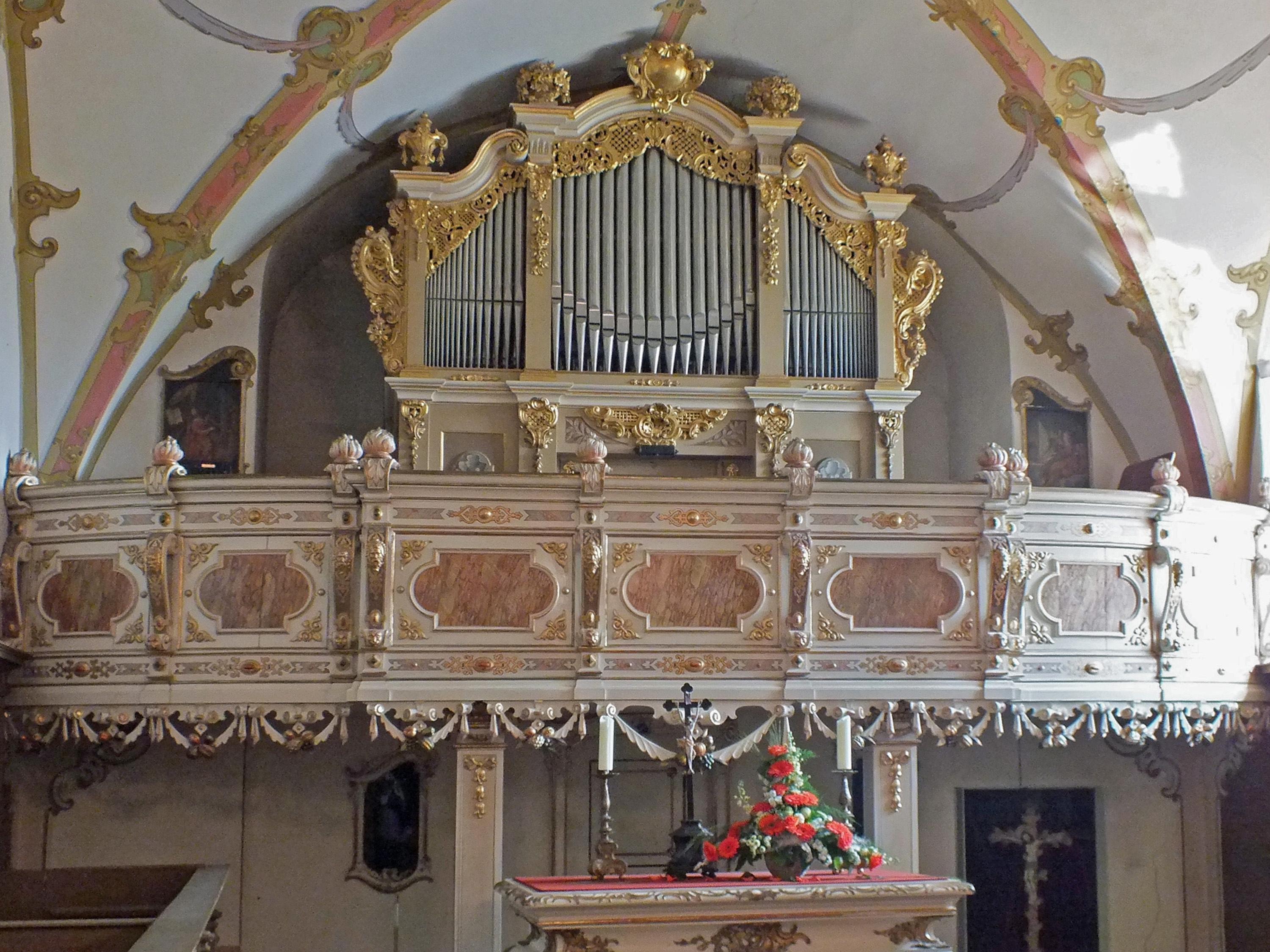
Silbermann-Orgel in Schloss Burgk, deren Temperatur Sorge untersuchte

Sorge ermittelte die Temperatur in folgender Weise:

„Wer eine Probe davon machen will, der ziehe die Octav 4. Fuß, und die Quint 3. Fuß an, greife so denn den Clavem gis, so wird er eine reine Quint hören …, alsdenn schiebe er die Quint 3. Fuß hinein, und greife zu diesen gis die Quint dis, so wird er gleich hören, um wie viel diese Quint zu hoch ist… Will man eine Probe von denen … 4. falschen tertzen machen, ziehe man die Octav 2. Fuß und die Terz aus 2. Fuß zusammen, und greife Gis, so wird man eine reine Tertz hören; darauf schiebe man die Tertz hinein, und greife zu Gis das C, so wird man bald hören um wie viel diese Tertz zu hoch ist. Und also kann mans auch mit Fis, Cis und H versuchen…“

Sorge kam zu folgendem Ergebnis: „Es sind nemlich 8. grosse Tertzen allzu rein, und 4. allzu scharff. Eilff Quinten schweben zu sehr abwärts, und die zwölffte. Nemlich gis dis unleidlich aufwärts. Neun kleine Tertzen sind allzu rein, und 3. sind allzu faul, weich und falsch; und also auch mit denen Sexten. Ich will voraus setzen, dass 11. Quinten … ein Sechstheil abwärts schwebeten, da es doch bey mancher kaum dabey bleiben wird …“ Sorge fügt jedoch hinzu: So gar genau kann man es eben nicht bestimmen.
Die Centwerte einer Temperatur mit elf um ein Sechstel des pythagoreischen Kommas verkleinerten Quinten:
| Ton | Skala  | Kleinterzen | Großterzen | Quinten |
| --- | ------ | ----------- | ---------- | ------- |
| c   | 0,0    | 305,9       | 392,2      | 698,0   |
| cis | 86,3   | 305,9       | 415,6      | 698,0   |
| d   | 196,1  | 305,9       | 392,2      | 698,0   |
| es  | 305,9  | 282,4       | 392,2      | 698,0   |
| e   | 392,2  | 305,9       | 392,2      | 698,0   |
| f   | 502,0  | 282,4       | 392,2      | 698,0   |
| fis | 588,3  | 305,9       | 415,6      | 698,0   |
| g   | 698,0  | 305,9       | 392,2      | 698,0   |
| gis | 784,4  | 305,9       | 415,6      | 721,5   |
| a   | 894,1  | 305,9       | 392,2      | 698,0   |
| b   | 1003,9 | 282,4       | 392,2      | 698,0   |
| h   | 1090,2 | 305,9       | 415,6      | 698,0   |

Tonbeispiel
Die Dur-Dreiklänge im Quintenzirkel in möglichst ähnliche Tonlage
Ges-, Des-, As-, Es-, B-, F-, C-, G-, D-, A-, E-, H- und Fis-Dur
(Klanglich identisch Fis-Dur=Ges-Dur, Des-Dur=Cis-Dur usw.)
Silbermann-Sorge-Temperatur

Zum Vergleich 1⁄4-mitteltönig: Immerhin die Es-,B-, F-, C-, G-, D-, A- bzw. E-Dur-Akkorde sind fast rein.
Gleichstufig

## Verbreitung und Kritik
Nach Frank-Harald Greß ist Sorges Darstellung aufgrund mehrerer Fakten unglaubwürdig:
- Die Orgel in Greiz wurde bereits 1741 anlässlich einer Erneuerung durch den Organisten und Amateur-Orgelbauer Johann Gottfried Donati neu temperiert.[5] Eine entsprechende Maßnahme an der Orgel in Schloss Burgk vor 1748 ist nicht auszuschließen.
- Bisher konnte nicht bewiesen werden, dass durch Schätzung der Wolfsintervalle – wie von Sorge beschrieben – exakte Intervalle zu ermitteln sind und dass die „Silbermann-Sorge-Temperatur“ ohne moderne Hilfsmittel hinreichend genau zu legen ist.
- Sorges Beschreibung enthält zahlreiche Widersprüche und Relativierungen. So nennt er unterschiedliche Quintabweichungen von {\displaystyle {\tfrac {1}{3}}}, {\displaystyle {\tfrac {1}{4}}} und {\displaystyle {\tfrac {1}{6}}} des pythagoreischen Kommas. Die Angaben in seiner Schwebungstabelle (S. 20) sind unzutreffend. Sorge schränkt selbst die Genauigkeit seiner Feststellungen ein.
- Die „Silbermann-Sorge-Temperatur“ steht im Widerspruch zu überlieferten zeitgenössischen Aussagen über eine (spätere) wolfsfreie Orgeltemperatur Silbermanns.[6]
- Nach gegenwärtigem Forschungsstand lässt sich Sorges Temperatur-Konstrukt eindeutig widerlegen. Es unterscheidet sich wesentlich sowohl von Silbermanns früherer (für die Freiberger Domorgel nachgewiesener) wie von seiner späteren Orgeltemperatur.[7]
- Das musikalisch nutzbare Dreiklangsrepertoire der „Silbermann-Sorge-Temperatur“ ist durch Großterzwölfe mit 416 Cent, Kleinterzwölfe mit 282 Cent und den Quintwolf mit 722 Cent ebenso beschränkt wie die das der mitteltönigen Temperatur. Silbermann hätte also seine frühere, der Mitteltönigkeit ähnliche Temperatur beibehalten können.
- Mehrere Zeitgenossen übten heftige Kritik an Sorges Theorien und Äußerungen. Der polemische Charakter seiner Darstellung der Silbermann-Temperatur bestätigt diese Einwände, lässt ausgeprägte Vorurteile erkennen und spricht gegen die Objektivität seiner Erläuterungen.

Das mathematisch idealisierte Temperaturschema wurde als „Silbermann-Sorge-Temperatur“ verbreitet und fand Aufnahme in zahlreiche Publikationen. Angaben anderer Autoren zu von ihnen ermittelten Temperaturen von Silbermann-Orgeln unterscheiden sich deutlich von der „Silbermann-Sorge-Temperatur“.
Während Helmut K. H. Lange eine überdurchschnittliche Hörfähigkeit Sorges und die Zuverlässigkeit seiner Ergebnisse für möglich hält, gelangt der Orgelbauer Peter Vier zur „Erkenntnis, dass Sorges Angaben auf unzureichenden Hörergebnissen begründet sind. Alle daraus gefolgerten Berechnungen sind nicht beweiskräftig.“
Von den beiden Orgeln, an denen Georg Andreas Sorge seine Hörversuche unternahm, ist nur die in Schloss Burgk erhalten. Anlässlich ihrer Restaurierung durch den VEB Eule-Orgelbau Bautzen 1982/1983 ermittelte Helmut Werner die Temperatur am Register Oktave 4′. Die Cent-Werte:
| Ton | Burgk  | Sorge  |
| --- | ------ | ------ |
| c   | 0,0    | 0,0    |
| cis | 94,0   | 86,3   |
| d   | 197,0  | 196,1  |
| es  | 301,0  | 305,9  |
| e   | 395,0  | 392,2  |
| f   | 502    | 502,0  |
| fis | 602,5  | 588,3  |
| g   | 707,5  | 698,0  |
| gis | 796,5  | 784,4  |
| a   | 900,0  | 894,1  |
| b   | 1001,5 | 1003,9 |
| h   | 1103,0 | 1090,2 |

Werner konstatierte „eine recht große Abweichung von Sorges Skalenwerten“ und stellte fest: „Z. T. waren die Mündungen verschnitten“. Das bestätigen Werners Messwerte. Sie entsprechen bei acht Tönen der von Frank-Harald Greß nachgewiesenen zweiten Gottfried-Silbermann-Temperatur (mit irrelevanten mittleren Abweichungen von 0,7 Cent), während die nachgeschnittenen Pfeifen von fis, g, a und h im Mittel um 7,5 Cent höher gestimmt waren. Damit ist Sorges Hypothese definitiv widerlegt.
Da die Gottfried-Silbermann-Temperaturen 1983 noch nicht nachgewiesen waren, wurde bei der Restaurierung in Burgk die Sorge-Version angestrebt. Sie hätte jedoch stärkere Eingriffe am Pfeifenwerk erfordert, so dass man sich für eine Modifikation entschied.
Auf die genannten Zitate der „Sorge-Silbermann-Temperatur“ in der Fachliteratur stützte sich die Anwendung dieser nicht authentischen Temperatur bei Restaurierungen mehrerer Gottfried-Silbermann-Orgeln seit Ende des 20. Jahrhunderts in der Schlosskapelle Tiefenau, der Kirche Helbigsdorf, Forchheim, Marienkirche Rötha und Pfaffroda, mit modifizierter Temperaturvariante in Schloss Burgk und in St. Georgen in Glauchau.